# Sebastian Langeveld
Sebastian Langeveld (Lisse, 17 de gener de 1985) fou un ciclista neerlandès, professional des del 2006 fins al 2022.
En el seu palmarès destaca la victòria a la Ster Elektrotoer de 2007 i l'Omloop Het Nieuwsblad de 2011. Altres vìctòries destacades han estat en clàssiques flamenques com el Gran Premi Pino Cerami de 2006 o el Gran Premi Jef Scherens de 2009.

## Palmarès
- 2004
  - 1r a la Volta a Limburg
  - Vencedor d'una etapa de la Fletxa del Sud
- 2005
  -  Campió dels Països Baixos sub-23 en ruta
- 2006
  - 1r al Gran Premi Pino Cerami
- 2007
  - 1r a la Ster Elektrotoer
- 2009
  - 1r al Gran Premi Jef Scherens
  - Vencedor de 2 etapes a la Volta a Saxònia
- 2011
  - 1r a l'Omloop Het Nieuwsblad
- 2014
  -  Campió dels Països Baixos en ruta

### Resultats al Tour de França
- 2008. 131è de la classificació general
- 2012. 150è de la classificació general
- 2014. 140è de la classificació general
- 2015. Abandona (15a etapa)
- 2016. Abandona (10a etapa)
- 2019. 155è de la classificació general

### Resultats a la Volta a Espanya
- 2007. 112è de la classificació general
- 2010. 116è de la classificació general
- 2018. 128è de la classificació general